# Отуђење од родитеља
Отуђење (детета) од родитеља је процес и последица психолошке манипулације детета (над дететом), које показује неосновани страх, непоштовање или непријатељство према родитељу или другом члану породице. То је препознатљив и широко распрострањен облик психичког злостављања и насиља у породици - према детету и члановима одбачене породице - који се одвија скоро искључиво у вези са раздвајањем породице или разводом. Он подрива основна начела Универзалне декларације о људским правима и Конвенције Уједињених нација о правима детета. Најчешће је главни разлог родитељ који жели да искључи друог родитеља из живота свог детета. Често доводи до дугорочног или чак трајног отуђења детета од једног родитеља и других чланова породице, а као посебно негативно искуство у детињству резултира значајно повећаним ризицима менталне и физичке болести деце.

## Прихватање струке
Виши судови широм света препознају отуђење родитеља као облик насиља деце, чак и као кривично дело, најновија су Бразил и Мексико, друга (у САД) могу суспендовати обавезу издржавања: у Њујорку, у случају Matter of Robert Coull v. Pamela Rottman, No. 2014-01516, 2015 N.Y. App. Div. LEXIS 6611 (September 2, 2015), где је отац спречаван да виђа сина од стране дечакове мајке.